# Семейка Тофу
«Семейка Тофу» (англ. The Tofus) — канадско-французский анимационный мультсериал о семье Тофу, сатирическая пародия на стиль жизни энвайронменталистов. 

## Сюжет
Мультсериал повествует о жизни семьи Тофу, которые являются вегетарианцами и почти фанатичными приверженцами здорового образа жизни. Все в их доме сделано из экологически чистых материалов, у них есть свое хозяйство, они сами выращивают экологически чистые фрукты и овощи, а еще у них живет настоящие петух, овца и коза. Тофу привыкли жить так, чтобы не вредить матери-природе, - без электричества, телефонов и "вредной пищи". Только вот детям Тофу, Лоле и Чичи, такой образ жизни не очень-то нравится...

## Персонажи
- Миссис Тофу - высокая худая женщина с длинными светлыми волосами. Носит очки. Выполняет много работы по дому и ухаживает за садом. Занимается медитацией и часто является инициатором митингов по защите окружающей среды. Очень любит своих детей и постоянно придумывает им ласковые прозвища. Миссис Тофу мудрая и спокойная женщина, готовая помочь любому. Однако, несмотря на свой кроткий вид, она вполне может дать отпор любому обидчику.
- Мистер Тофу - отец семейства, худощавый мужчина с кудрявыми каштановыми волосами и загорелой кожей. Одет отчасти в ковбойском стиле. Умеет играть на гитаре и часто сочиняет разные смешные песни. Мастер на все руки, изобретает разные экологические приспособления для жизни их семьи. Веселый и находчивый, на первый взгляд немного наивен, но умеет учиться на своих ошибках. Очень любит свою жену и детей, может выслушать и дать совет.
- Лола Тофу - старший ребенок в семье. Худенькая 15-ти летняя девочка. У Лолы очень светлая кожа, короткие рыжевато-каштановые волосы, которые немного торчат во все стороны, карие глаза. Она смышленая и честная, умеет постоять за себя и своих близких, немного упряма и любит разные типично девичьи штучки. Обычно она носит короткую оранжевую кофту без воротника с жёлтыми рукавами в 3/4, обнажающую живот, зелёные, относительно широкие штаны, широкие кроссовки и золотые браслеты на руках. Лоле нравится оранжевый и фиолетовый цвета. Довольно раздражительно относится к стилю жизни их семьи, так как это невольно унижает её перед сверстниками и ограничивает потребности. Влюблена в Билли, но стесняется ему признаться.
- Чичи Тофу - младший брат Лолы, тощий мальчик лет 12-13-ти со светлыми волосами и голубыми глазами. Озорной и немного задиристый, но дружелюбный и находчивый. Более толерантен к стилю жизни их семьи. Любит кататься на скейтборде и иногда без злобы высмеивает свою сестру за ее девчачьи выходки и влюбленность, но при этом отлично с ней ладит и часто совместно что-то затевает. У него также есть мобильный телефон, замаскированный под плюшевого медвежонка.
- Сюзи - коза семейства. Даёт молоко, которое не любят Чичи и Лола. Очень любима родителями и Бубой. В некоторых эпизодах играет значительную роль.
- Кёрли - баран (в некоторых сериях овца) семейства. Часто выполняет роль сторожевой собаки.
- Крекер - фиолетовый петух семейства. Часто является предметом раздоров между Тофу и соседями. Очень громко кукарекает.
- Билли Хабаб - возлюбленный Лолы, сын Хабабов, соперников и соседей Тофу. У Билли худощавое телосложение, густые светлые волосы и проколото левое ухо. Он выглядит куда красивее своих родителей, что делает его не очень похожим на них. Он имеет репутацию крутого парня, катается на мотоцикле и подрабатывает в ресторане быстрого питания своих родителей. Билли спокойный и добрый, любит животных, втайне от родителей ухаживает за голубем. Несмотря на то, что его родители ругаются с семейкой Тофу, Билли относится к ним дружелюбно и часто общается с Лолой.
- Фил - лучший друг Чичи, сосед семьи Тофу с другой стороны дома. Рыжеволосый коренастый парень с веснушками. Тоже любит озорные проделки, но более здраво мыслит на эту тему
- Буба - бабушка Лолы и Чичи по линии матери. У нее загорелая кожа и кудрявые седые волосы. Буба веселая и находчивая старушка, всегда подскажет, как лучше поступить, и очень любит домашних животных. Выросла на ферме и выполняет по дому многие дела, связанные с этим, включая огород и изготовление разных вещей из натуральных тканей.
- Лили - лучшая подруга Лолы. У нее кудрявые каштановые волосы и темные глаза. Лили умная и ответственная девушка, умеет сопереживать и часто помогает Лоле в ее любовных делах. Также мастерски играет в видео-игры.
- Эйприл - друг семьи Тофу. Девочка лет 12-ти с черными косичками. Носит очки. Так как ее родители врачи и их почти всегда нет дома, Эйприл проводит много времени с Тофу. Она очень умная и добрая. Тайно влюблена в Чичи.
- Титус Хабаб - отец Билли, толстоватый седой мужчина, владелец компании по охранным системам. Считает Тофу чудаками и постоянно насмехается над ними или ругается с ними. Однако в сложных ситуациях готов забыть об их "необычности" и действовать сообща. Титус немного ворчлив, но упорен, и у него определенно есть деловая жилка.
- Бэт Хабаб - мать Билли, жена Титуса. Полноватая женщина с каштановыми кудрявыми волосами. Она владеет рестораном быстрого питания и вкусно готовит. Миссис Хабаб немного вредная и строго относится к своему сыну и мужу, но она любящая мать и жена и хорошая хозяйка. Любит принимать гостей и хорошо относится к детям Тофу, потому что они - тайные клиенты в её ресторане.
- Шери - одноклассница Лолы и Лилли и соперница Лолы в борьбе за любовь Билли. Она язвительная и любит делать гадости. Сделает все, чтобы достичь своей цели.

## Список эпизодов

### 1 сезон
1. Укрощение Янь/Разбитое сердце
2. Эй, кто выключил свет?/Дуть на сбежавшее молоко
3. Петушиное преступление/Тофу-зоопарк
4. Хулиганы тоже плачут/Явление Великого Духа
5. Эфирная лихорадка/Хаббабмобиль
6. Эврика/Зови меня — Эйприл Тофу
7. Озеленение Бургер-Пеласа/Биоболтовня
8. Рождество вдали от дома/Весёлые горки
9. Похищение/Большой всплеск
10. Модная лихорадка/Чичи-лихач
11. Строго для птиц/Помидорный шантаж
12. Настоящий мужчина/Обеденный блюз
13. Подземный Хаббаб/Бубин ковчег

### 2 сезон
1. Взаперти/День Святого Валентина
2. Почти взошедшая звезда/Шинный обман
3. Городские джунгли/Праздник весны
4. Секретный агент Тофу Х-08/Капуста-секрет молодости
5. Бовилиджский зверь/Камень с горы Улур
6. Большой побег/Трубка Дзэн
7. Не было бы счастья/Сюрприз
8. Мусор на продажу/Лимонные тайны
9. Месть Духа тыквы/Сокровища Бовилиджской реки
10. Червяки атакуют/Операция биоритм
11. Соревнования технологий/Деревенские радости
12. Свет, камера, кофе/Кто ты такой, папа?
13. Мнимый больной/Реклама-двигатель торговли